# Бонем (Техас)
Бонем (англ. Bonham) — місто (англ. city) в США, в окрузі Фаннін штату Техас. Населення — 10 408 осіб (2020).

## Географія
Бонем розташований за координатами 33°35′17″ пн. ш. 96°11′25″ зх. д. / 33.58806° пн. ш. 96.19028° зх. д. (33.587944, -96.190298).  За даними Бюро перепису населення США в 2010 році місто мало площу 25,34 км², уся площа — суходіл.

## Демографія
Згідно з переписом 2010 року, у місті мешкало 10 127 осіб у 2959 домогосподарствах у складі 1861 родини. Густота населення становила 400 осіб/км².  Було 3411 помешкання (135/км²).
Расовий склад населення:
| - 75,4 % — білих - 14,8 % — чорних або афроамериканців - 1,0 % — корінних американців - 0,4 % — азіатів - 6,6 % — осіб інших рас |

До двох чи більше рас належало 1,8 %. Частка іспаномовних становила 15,4 % від усіх жителів.
За віковим діапазоном населення розподілялося таким чином: 18,4 % — особи молодші 18 років, 66,5 % — особи у віці 18—64 років, 15,1 % — особи у віці 65 років та старші. Медіана віку мешканця становила 36,7 року. На 100 осіб жіночої статі у місті припадало 154,6 чоловіків;  на 100 жінок у віці від 18 років та старших — 172,2 чоловіків також старших 18 років.
Середній дохід на одне домашнє господарство  становив 45 597 доларів США (медіана — 36 587), а середній дохід на одну сім'ю — 53 539 доларів (медіана — 42 433). Медіана доходів становила 30 592 долари для чоловіків та 34 953 долари для жінок. За межею бідності перебувало 24,9 % осіб, у тому числі 29,3 % дітей у віці до 18 років та 9,1 % осіб у віці 65 років та старших.
Цивільне працевлаштоване населення становило 2862 особи. Основні галузі зайнятості: освіта, охорона здоров'я та соціальна допомога — 22,8 %, виробництво — 16,2 %, роздрібна торгівля — 10,8 %, публічна адміністрація — 9,4 %.